# Ophiopenia vicina
Ophiopenia vicina is een slangster uit de familie Ophiuridae.
De wetenschappelijke naam van de soort werd in 1935 gepubliceerd door Alexander Michailovitsch Djakonov.